# Пежо тип 50
Пежо тип 50 (фр. Peugeot Type 50) је моторно возило произведено 1903. од стране француског произвођача аутомобила Пежо у њиховој фабрици у Оданкуру. У том раздобљу је укупно произведено 138 јединица.
Возило покреће двоцилиндрични четворотактни мотор постављен напред, а преко ланчаног склопа је пренет погон на задње точкове. Његова максимална снага била је 10 КС, а запремина 1731 cm³.
Тип 50 има међуосовинско растојање од 190 цм. Облик каросерије tonneau (слично отвореној кочији са коњском запрегом), са простором за четири особе.